# Centzon Totochtin
De Centzon Totochtin ("vierhonderd konijnen"; ook wel Centzontotochtin) waren in de Azteekse mythologie een groep van goden die elkaar op frequente feesten ontmoeten; zij zijn goddelijke konijnen, en de goden van dronkenschap. Enkele leden zijn bekend bij naam waaronder; Tepoztecatl, Texcatzonatl, Colhuatzincatl Macuiltochtli ("vijf konijn") en Ometotchtli ("twee konijn"). Hun ouders waren Patecatl en Mayahuel, en ze kunnen broers van Ixtlilton geweest zijn.